# Port lotniczy Dalian-Zhoushuizi
Port lotniczy Dalian-Zhoushuizi (IATA: DLC, ICAO: ZYTL, chiński: 大连周水子国际机场) - międzynarodowy port lotniczy położony w Dalian, w prowincji Liaoning, w Chińskiej Republice Ludowej. W 2010 roku lotnisko obsłużyło 10,7 mln pasażerów.

## Linie lotnicze i połączenia
| Linia Lotnicza               | Kierunek |
| ---------------------------- | --- |
| 9 Air                        | 1. Guangzhou 2. Shangrao 3. Wuhan |
| Chang’an Airlines            | 1. Lianyungang 2. Tangshan 3. Xi’an |
| Air China                    | 1. Pekin 2. Changsha 3. Chengdu-Shuangliu 4. Chengdu-Tianfu 5. Fukuoka 6. Haikou 7. Hiroshima 8. Hongkong 9. Jinan 10. Sendai 11. Shiyan 12. Tiencin 13. Tokio-Narita 14. Yichang |
| All Nippon Airways           | 1. Osaka-Kansai 2. Tokio-Narita |
| Asiana Airlines              | 1. Seul-Inczon |
| Chengdu Airlines             | 1. Chengdu-Tianfu 2. Hangzhou 3. Huai’an 4. Jining |
| China Eastern Airlines       | 1. Pekin-Daxing 2. Changzhou 3. Chaoyang 4. Fuzhou 5. Guiyang 6. Harbin 7. Hefei 8. Huai’an 9. Jiagedaqi 10. Kitakiusiu 11. Kunming 12. Luoyang 13. Nanchang 14. Nankin 15. Ningbo 16. Osaka-Kansai 17. Qingdao 18. Qiqihar 19. Szanghaj-Pudong 20. Shijiazhuang 21. Taiyuan 22. Tonghua 23. Wuhan 24. Wuxi 25. Xi’an 26. Yantai 27. Yichun 28. Yinchuan 29. Yulin 30. Zhanjiang |
| China Express Airlines       | 1. Changzhi 2. Chengdu-Tianfu 3. Chongqing 4. Handan 5. Jixi 6. Tiencin 7. Weifang |
| China Flying Dragon Aviation | 1. Changhai |
| China Southern Airlines      | 1. Pekin-Daxing 2. Baishan 3. Changsha 4. Chengdu-Tianfu 5. Cheongju 6. Chongqing 7. Daqing 8. Guangzhou 9. Guiyang 10. Haikou 11. Hangzhou 12. Hengyang 13. Jeju 14. Jiamusi 15. Jieyang 16. Kunming 17. Meixian 18. Mudanjiang 19. Nagoja-Centrair 20. Nankin 21. Nantong 22. Nanyang 23. Ningbo 24. Osaka-Kansai 25. Qingdao 26. Sanya 27. Sapporo-Chitose 28. Seul-Inczon 29. Szanghaj-Pudong 30. Shenzhen 31. Shijiazhuang 32. Tajpej-Taoyuan 33. Taiyuan 34. Tiencin 35. Tokio-Narita 36. Toyama 37. Urumczi 38. Wenzhou 39. Wuhan 40. Wuhu 41. Xiamen 42. Xi’an 43. Xinzhou 44. Yancheng 45. Yanji 46. Zhengzhou 47. Zhuhai |
| Chongqing Airlines           | 1. Chongqing 2. Datong 3. Linyi |
| Dalian Airlines              | 1. Pekin 2. Pekin-Daxing 3. Chengdu-Shuangliu 4. Guiyang 5. Hangzhou 6. Kunming 7. Szanghaj-Pudong 8. Tiencin |
| Donghai Airlines             | 1. Lianyungang 2. Shenzhen |
| Fuzhou Airlines              | 1. Fuzhou 2. Zhoushan |
| GX Airlines                  | 1. Changsha 2. Fuyang 3. Nanning |
| Hainan Airlines              | 1. Pekin 2. Changsha 3. Dongying 4. Guangzhou 5. Guilin 6. Guiyang 7. Haikou 8. Hangzhou 9. Hefei 10. Kunming 11. Lanzhou 12. Nanchang 13. Nankin 14. Nanning 15. Ningbo 16. Rizhao 17. Sanya 18. Szanghaj-Pudong 19. Shenzhen 20. Shihezi 21. Shijiazhuang 22. Taiyuan 23. Tiencin 24. Władywostok 25. Xi’an 26. Yinchuan 27. Zhengzhou 28. Zhuhai Sezonowo: 1. Manzhouli 2. Songyuan |
| Hunnu Air                    | 1. Ułan Bator |
| Japan Airlines               | 1. Tokio-Haneda |
| Jiangxi Air                  | 1. Zhengzhou |
| Joy Air                      | 1. Weihai 2. Yantai |
| Juneyao Airlines             | 1. Huizhou 2. Liuzhou 3. Nankin 4. Szanghaj-Pudong 5. Wuhan 6. Zhangjiajie Sezonowo: 1. Hulun Buir |
| Korean Air                   | 1. Seul-Inczon |
| Kunming Airlines             | 1. Taiyuan |
| Loong Air                    | 1. Chengdu-Tianfu 2. Fuzhou 3. Hangzhou 4. Heze 5. Quanzhou 6. Wuxi 7. Xuzhou |
| Okay Airways                 | 1. Changsha |
| Qingdao Airlines             | 1. Bangkok-Don Muang 2. Ho Chi Minh 3. Qingdao 4. Yichang |
| Ruili Airlines               | 1. Kunming 2. Wenzhou |
| Shandong Airlines            | 1. Baicheng 2. Chongqing 3. Guiyang 4. Jiansanjiang 5. Jinan 6. Qingdao 7. Xiamen 8. Zhuhai |
| Shanghai Airlines            | 1. Mudanjiang 2. Rizhao 3. Szanghaj-Pudong |
| Shenzhen Airlines            | 1. Changzhou 2. Chengdu-Tianfu 3. Guangzhou 4. Guilin 5. Nanchang 6. Nanning 7. Nantong 8. Shenzhen 9. Taiyuan 10. Yangzhou 11. Yichang 12. Zhengzhou |
| Sichuan Airlines             | 1. Chengdu-Tianfu 2. Chongqing 3. Kunming 4. Rizhao |
| Spring Airlines              | 1. Beihai 2. Changzhou 3. Fukuoka 4. Fuzhou 5. Hohhot 6. Jieyang 7. Jinan 8. Lanzhou 9. Nagoja-Centrair 10. Nanchang 11. Nankin 12. Nanning 13. Ningbo 14. Osaka-Kansai 15. Szanghaj-Pudong 16. Shenzhen 17. Shijiazhuang 18. Yangzhou 19. Zhengzhou |
| Spring Airlines Japan        | 1. Tokio-Narita |
| Suparna Airlines             | 1. Szanghaj-Pudong |
| Tianjin Airlines             | 1. Bayannur 2. Chifeng 3. Chongqing 4. Fuzhou 5. Hefei 6. Hohhot 7. Szanghaj-Pudong 8. Shijiazhuang 9. Tiencin 10. Weihai 11. Wuhai 12. Xiamen 13. Xi’an 14. Xilinhot 15. Yantai |
| Uni Air                      | 1. Tajpej-Taoyuan |
| VietJet Air                  | Czartery: 1. Nha Trang |
| West Air                     | 1. Chongqing 2. Haikou 3. Hefei 4. Zhengzhou |
| Xiamen Air                   | 1. Bangkok-Suvarnabhumi 2. Changsha 3. Chongqing 4. Fuzhou 5. Hangzhou 6. Jinan 7. Lanzhou 8. Nankin 9. Quanzhou 10. Tiencin 11. Wuhan 12. Xiamen 13. Yangzhou 14. Yuncheng 15. Zhengzhou 16. Zunyi |

## Udogodnienia
Lotnisko posiada jeden pas startowy o długości 3300 m oraz 65 000 m² budynku terminalu. We wrześniu 2011 roku nowy terminal o powierzchni 71 000 m² został ukończony w ramach wartej 2,2 mld juanów trzeciej fazy rozbudowy lotniska.

## Wypadki i incydenty
- 7 maja 2002 lot China Northern 6136 był na trasie z Pekinu do Dalian, gdy uderzył w zatokę w pobliżu Dalian, zabijając wszystkich na pokładzie.[potrzebny przypis]